# Shields-formule

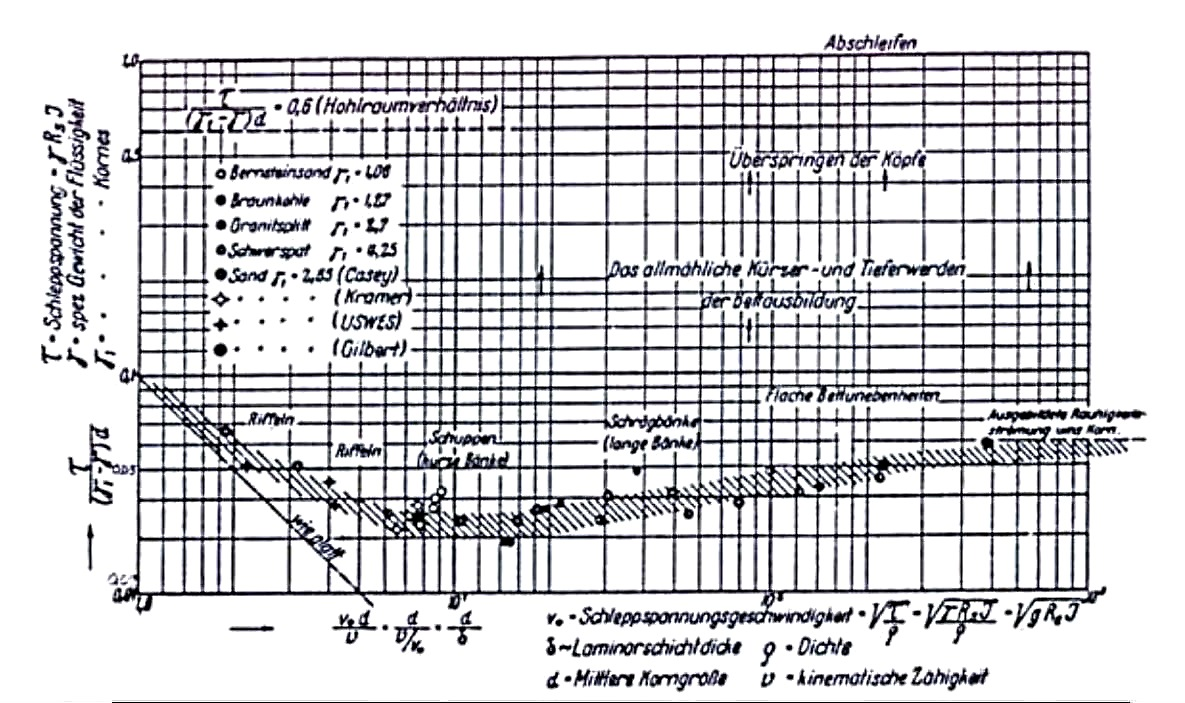
Originele diagram van Shields, 1936

De Shields-formule is een formule voor de stabiliteitsberekening van korrelig materiaal (zand, grind) in stromend water.
De stabiliteit van korrelig materiaal in stroming kan bepaald worden met de Shields-formule of de Izbash-formule. De eerste is meer geschikt voor fijnkorrelig materiaal (zoals zand en grind), terwijl de Izbash-formule meer geschikt is voor grotere steen. De Shields-formule is ontwikkeld door Albert F. Shields (1908–1974). Feitelijk wordt er met de methode van Shields bepaald of er wel of geen beweging van het bodemmateriaal gaat optreden. De Shields-parameter bepaalt dus of er wel of geen begin van beweging is.

## Afleiding
Beweging van (loskorrelig) bodemmateriaal treedt op als de schuifspanning die het water op de bodem uitoefent groter wordt dan de weerstand die de bodem levert heeft. Deze dimensieloze verhouding (de Shields-parameter) is als eerste beschreven door Albert Shields en luidt:
{\displaystyle \Psi _{c}*={\frac {belasting}{sterkte}}={\frac {\tau _{c}d^{2}}{(\rho _{s}-\rho _{w})gd^{3}}}}
Hierin is 
- {\displaystyle \tau _{c}} de kritieke bodemschuifspanning;
- {\displaystyle \rho _{s}} is dichtheid van het sediment;
- {\displaystyle \rho _{w}} is de dichtheid van water;
- {\displaystyle g} is de versnelling van de zwaartekracht;
- {\displaystyle d} is de diameter van het sediment.

De schuifspanning die op de bodem werkt (bij een normale eenparige stroming langs een helling) is:
{\displaystyle \tau =\rho _{w}ghI}
Hierin is
- {\displaystyle \tau } de schuifspanning die de stroming op de bodem uitoefent;
- {\displaystyle h} is de waterdiepte;
- {\displaystyle I} is het verhang (= de helling van de stroming).

Belangrijk om te realiseren is dat {\displaystyle \tau } de schuifspanning is die de stroming uitoefent (dus een eigenschap van de stroming) en {\displaystyle \tau _{c}} schuifspanning waarbij de korrels gaan bewegen (dus een eigenschap van de korrels).
Vaak wordt in plaats van de schuifspanning de schuifspanningssnelheid gebruikt:
{\displaystyle u_{*}={\sqrt {\tau /\rho _{w}}}}
De schuifspanningssnelheid heeft de dimensie van een snelheid (m/s), maar is feitelijk een representatie van de schuifspanning. De schuifspanningssnelheid kan dus nooit met een snelheidsmeter gemeten worden.
Door gebruik te maken van de schuifspanningssnelheid kan de Shields-parameter ook geschreven worden als:
{\displaystyle \Psi _{c*}={\frac {belasting}{sterkte}}={\frac {u_{*c}^{2}}{\Delta gd}}}
waarin:
- {\displaystyle \Delta } is de dimensieloze korreldichtheid {\displaystyle {\frac {(\rho _{s}-\rho _{w})}{\rho _{w}}}}

Shields vond dat de parameter {\displaystyle \Psi _{c*}} een functie is van {\displaystyle {\frac {u_{*c}d}{\nu }}}, waarin {\displaystyle \nu } de kinematische viscositeit van de vloeistof is. Deze parameter wordt ook wel het korrel-reynoldsgetal genoemd:
{\displaystyle Re_{*}={\frac {u_{*c}d}{\nu }}}
Shields heeft proeven gedaan met korrelmateriaal van verschillende dichtheden, en de gevonden waarde van {\displaystyle \Psi _{c*}} uitgezet als functie van {\displaystyle Re_{*}}. Dit leidde tot bovenstaande grafiek. Van Rijn vond dat in plaats van het korrel-reynoldsgetal ook een dimensieloze korrelgrootte gebruikt kon worden:
{\displaystyle {d_{*}}=d{\left({\frac {\Delta g}{\nu ^{2}}}\right)}^{1/3}}
Omdat meestal de waarden van {\displaystyle \Delta ,g,\nu } vrij constant zijn, kan op de horizontale as ook de echte korrelgrootte gezet worden (zie rechter figuur b). Dit maakt dat de waarde van {\displaystyle \Psi _{c*}} alleen nog een functie is van de korreldiameter en direct kan worden afgelezen. 

Hieruit volgt ook dat voor korrels groter dan 5 mm de Shields-parameter een constante waarde van 0,055 krijgt.
Het verhang van een rivier (I) kan met de wet van Chézy bepaald worden:
{\displaystyle u=C{\sqrt {hI}}}
Hierin is {\displaystyle C} = de coëfficiënt van Chézy (m½/s); deze is vaak in de orde 50 (m½/s). Voor een vlak bed (dus zonder ribbels) kan C benaderd worden met:
{\displaystyle C=18\log _{10}{\frac {12h}{2d}}}
Door dit nu in te voeren in de stabiliteitsformule wordt een formule voor de kritische korrelgrootte bij een bepaalde stroomsnelheid gevonden:
{\displaystyle d_{c}={\frac {u^{2}}{\Psi _{c}\Delta C^{2}}}}
In deze vorm wordt de stabiliteitsrelatie meestal de "Shields-formule" genoemd.

## Definitie "begin van beweging"
De lijn van Shields (en van Van Rijn) in de grafiek is de scheiding tussen "beweging" en "geen beweging". Shields heeft als "beweging" gedefinieerd dat bijna alle korrels op de bodem bewegen. Voor het definiëren van het begin van zandtransport door stroming is dat een nuttige definitie. Echter, als men een bodem wil beschermen tegen erosie, dan is de eis dat er nauwelijks korrels mogen bewegen. Om dit operationeel te maken heeft Breusers in 1969 7 fasen van beweging gedefinieerd:
1. zo nu en dan een bewegende steen
2. frequente beweging op sommige plaatsen
3. frequente beweging op verscheidene plaatsen
4. frequente beweging op veel plaatsen
5. continue beweging op alle punten
6. transport van alle korrels aan de bodem

In onderstaande figuur zijn deze fases weergegeven:
Visueel zijn deze fases ook weergegeven in een serie korte videofragmenten. In deze videofragmenten is "no" de gebruikte Shieldsparameter.
In de praktijk betekent dit dat voor bodembeschermingen (waarbij de korrel eigenlijk altijd groter is dan 5 mm) een ontwerpwaarde van Ψ=0.03 gebruikt moet worden.

## Rekenvoorbeeld
Vraag: bij welke stroomsnelheid gaat zand van 0,2 mm bewegen bij een waterdiepte van 1 m?
De Chézy waarde wordt dan C = 62 (dit is een hoge waarde, dus een gladde bodem; dit komt omdat we aannemen dat er geen ribbels zijn). Ingevuld geeft dit een snelheid van 0,83 m/s.
Vraag: Welke steengrootte is nodig om deze bodem te verdedigen tegen een stroming van 2 m/s ? 
Dit is niet direct op te lossen, eerst moet een aanname gedaan worden voor de d. Neem aan een steengrootte van 5 cm. Dat geeft een Chézy waarde van 37. Dit ingevuld in de Shieldsformule geeft een steengrootte van 5,7 cm. De 5 cm was dus iets te klein. Door proberen wordt uiteindelijk een steengrootte van 6,5 cm gevonden. (De formule van Izbash geeft in dit geval 6,3 cm)

## Beperkingen
De Shields-aanpak gaat uit van een eenparige, permanente stroming met een turbulentie die door de bodemruwheid wordt opgewekt (dus bijv. geen additionele turbulentie door een schroefstraal). Bij een ruwe bodem in ondiep water, en bij afwijkende turbulentie is daarom de formule van Izbash meer aan te bevelen.